# Lycophidion
Genre
Lycophidion est un genre de serpents de la famille des Lamprophiidae. Ce genre possède plus ou moins les caractéristiques suivantes. La tête est plate, peu distincte du cou. Ce dernier est peu marqué. Le museau est arrondi. L'œil est petit avec une pupille verticalement elliptique. Le corps est cylindrique, parfois un peu comprimé, recouvert d'écailles de taille moyenne. La queue est courte. 

## Répartition
Les 20 espèces de ce genre se rencontrent en Afrique subsaharienne.

## Liste d'espèces
Selon The Reptile Database (29 décembre 2015) :
- Lycophidion acutirostre Günther, 1868
- Lycophidion albomaculatum Steindachner, 1870
- Lycophidion capense (Smith, 1831)
- Lycophidion depressirostre Laurent, 1968
- Lycophidion hellmichi Laurent, 1964
- Lycophidion irroratum (Leach, 1819)
- Lycophidion laterale Hallowell, 1857
- Lycophidion meleagre Boulenger, 1893
- Lycophidion multimaculatum Boettger, 1888
- Lycophidion namibianum Broadley, 1991
- Lycophidion nanum (Broadley, 1958)
- Lycophidion nigromaculatum (Peters, 1863)
- Lycophidion ornatum Parker, 1936
- Lycophidion pembanum Laurent, 1968
- Lycophidion pygmaeum Broadley, 1996
- Lycophidion semiannule Peters, 1854
- Lycophidion semicinctum Duméril, Bibron & Duméril, 1854
- Lycophidion taylori Broadley & Hughes, 1993
- Lycophidion uzungwense Loveridge, 1932
- Lycophidion variegatum Broadley, 1969

## Publication originale
- Fitzinger, 1843 : Systema Reptilium, fasciculus primus, Amblyglossae. Braumüller et Seidel, Wien, p. 1-106. (texte intégral).